# وحيدة القرن الأخيرة (فلم)
وحيدة القرن الأخيرة (بالإنجليزية: The Last Unicorn) هو فيلم تم إنتاجه من سنة 1982 أخرجه آرثر رانكين وجولز باس. وهو مبني على رواية بيتر بيجل تحت نفس الإسم والذي قام بإخراج السيناريو أيضا.
عرض الفيلم أول مرة في 19 نوفمبر 1982 حيث حقق إيرادات بقيمة $2,250,000 في نهاية الأسبوع لعرضه. ووصل المبلغ الإجمالي إلى $6,455,330.

## ملخص الفيلم
يبدأ الفيلم بمشهد لرجلان في رحلة صيد. ولأن الصيادان لم يستطيعا الإمساك بأي طريدة استنتج الصياد الأكبر عمرا بأنه يوجد وحيدة قرن في تلك الغابة تقوم بحماية الحيوانات، فقررا مغادرت تلك الغابة لأنه لم يكن هناك جدوى من البقاء، لكن قبل المغادرة قام الصياد بإعلام وحيد القرن بأنها الأخيرة في العالم ونصحها بالبقاء في غابتها.
سمعت وحيدة القرن الخبر لكنها أنكرته في البداية فأبناء جنسها خالدون وموجودون منذ الأزل. بينما هي غارقة في الأفكار إذ بفراشة تقابلها وتخبرها بأن كائن يسمى «الثور الأحمر» قد قام بالإمساك بأبناء جنسها. كان هذا كل ما أخبرتها به قبل مغادرتها.
بعد التردد حول ما إذا كان عليها تصديق كلام الفراشة أم لا، لكن في النهاية قررتْ التأكد من الخبر... أثناء رحلت بحثها، لاحظت أن البشر لم يتعرفوا عليها وحسبوها مجرد فرس بيضاء... لما حل الليل، نامت وحيدة القرن على طرف الطريق، ولسوء حظها بجوارها «كرنفال» تديره المشعوذة «مامي فورتونا» بمساعدة «روخ» والساحر «شمندريك». تعرّفت المشعوذة على حقيقة وحيدة القرن وقامت بأسرِها.
في اليوم الموالي، قام الساحر بمساعدة وحيدة القرن على الهروب. وسألها السماح له بمرافقتها في رحلتها نحو قصر الملك «هاغرد» مالِك «الثور الأحمر» حسب ما أخبرتها به «مامي فورتونا». لكن سرعان ما وقع الساحر «شمندريك» في أيدي قطاع الطرق وتم أخذه إلى مقرهم أين تعرف على «مولي» زوجة قطاع الطرق... لم تدم مدة بقائه هناك فبمساعدة وحيدة القرن استطاع الهرب، كنا انضمت «مولي» إليهما.
لمّا اقتربوا من قصر الملك، هوجموا من قبل «الثور الأحمر» مِمّا جعل الساحر يلقي تعويذة على وحيدة القرن محولاً إياها إلى امرأة جذابة، وبذلك غادر الوحش فهو أتى خلف وحيدة القرن. بهذا الشكل الجديد قام ثلاثتهم بالتوجه لمقابلة الملك الذي سمح لهم بخدمته والعيش معه في القصر مع إبنه الأمير «لير». هذا الأخير وقع في حب «آمالثيا»: الاسم الذي أعطاه «شمندريك» لوحيدة القرن.
أثناء البقاء في القصر، كانت مولي والساحر يبحثان عن طريقة لهزيمة الثور الأحمر، أثناء ذلك بدأت «أمالثيا» بالتحول إلى إنسان عادي، وأصبحت تشعر بما يشعر به البشر حيث أنها أحبت الأمير وقررت البقاء على شكل إنسان فانٍ والعيش معه، دون الاكتراث لما سيحُلُّ بوحيدات القرن الأخريات اللواتي كن مسجونات في البحر الذي يطل عليه القصر. لكن «شمندريك» أرجعها إلى شكلها الحقيقي الذي بواسطته هزمت «الثور الأحمر» وحررت الأخريات، وعادت إلى غابتها متخليتا عن الحياة التي كانت تريدها.

## وصلات خارجية
- مقالات تستعمل روابط فنية بلا صلة مع ويكي بيانات
- The Last Unicorn FAQ